# Музей-квартира Ф. М. Достоевского (Москва)
Музейный центр «Московский дом Достоевского» — мемориальный музей, посвящённый творчеству писателя Фёдора Достоевского. Расположен в бывшем здании Мариинской больницы, во флигеле которой с 1821 по 1837 годы проживала его семья. Основан в 1928 году как Музей-квартира Фёдора Миха́йловича Достое́вского, в 1940-м вошёл в состав Государственного литературного музея. На 2018 год в экспозицию входят антикварная мебель, семейные фотографии, а также личные вещи семьи Достоевских.

## История

### Жизнь Достоевского на Божедомке

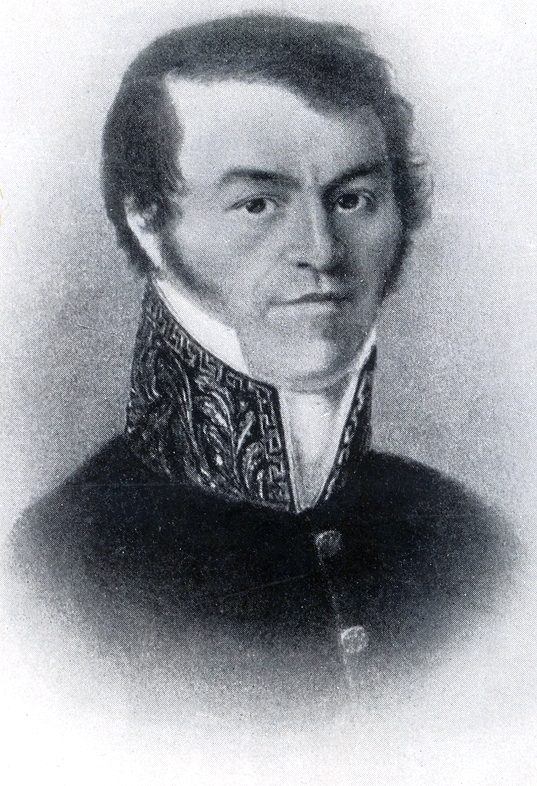
Портрет Михаила Достоевского, 1823 год

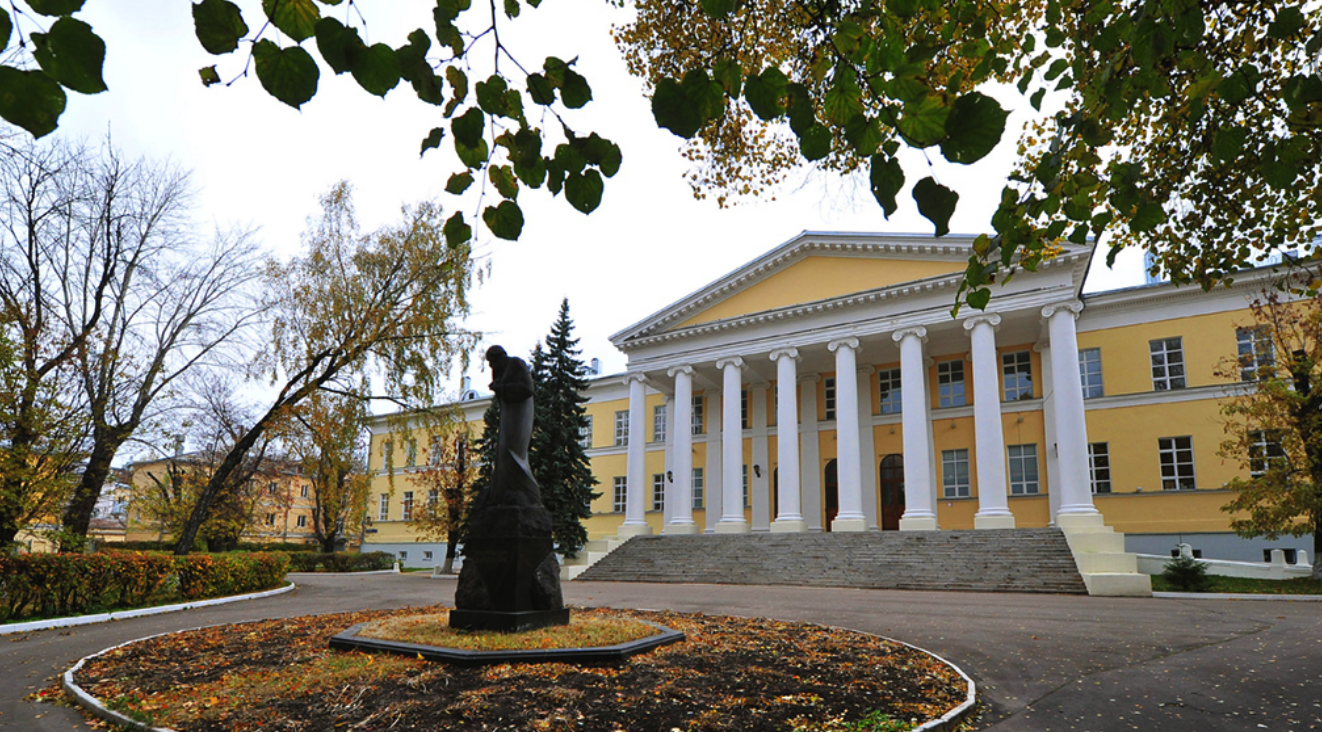
Здание Мариинской больницы

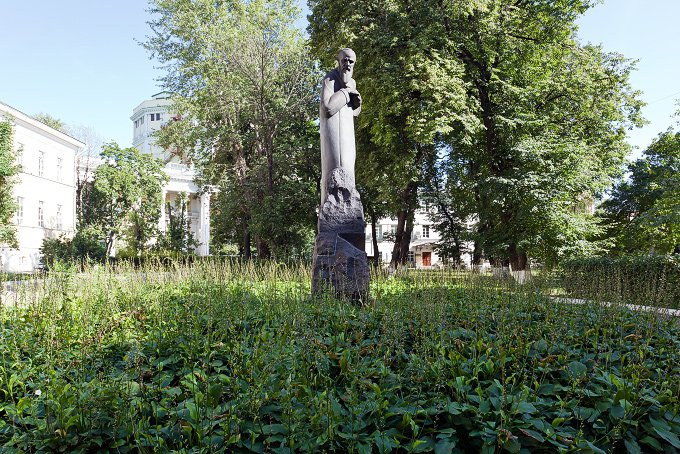
Памятник Фёдору Достоевскому во дворе Мариинской больницы

Детство Достоевского прошло на улице Новая Божедомка, названной в честь находившегося здесь ранее «убогого дома», ликвидированного в 1771 году в связи со вспыхнувшей чумой. В XVII—XVIII веках «убогим домом» или «божедомом» назывались кладбища для нищих, бродяг и самоубийц, где тела могли ожидать захоронения от трёх до пяти месяцев.
В 1803 году пустыри Божедомки были выкуплены у переяславских ямщиков для возведения больничного комплекса Мариинской больницы, инициатором постройки которой стала императрица Мария Фёдоровна. После смерти мужа Павла I она посвятила себя благотворительности и смогла найти частных инвесторов для финансирования строительства и функционирования учреждения. Больница для бедных открылась в 1806 году, однако первая улица в этой местности появилась только в 1850-х и вела в Бутырку через Марьину рощу.
В 1821 году отец писателя Михаил Достоевский получил должность лекаря в отделении «приходящих больных женского пола». Вместе с работой ему выделили казённую квартиру в правом флигеле больницы, куда семья переехала в этом же году. К тому моменту родители Достоевского уже ожидали пополнение в семье: Фёдор Достоевский родился в октябре того же года. Спустя год после появления сына, семья Достоевских переехала в левый флигель, где писатель прожил шестнадцать лет до своего переезда в Петербург в 1837 году.
В гостиной Достоевских зачастую устраивались музыкальные вечера с пением романсов и народных песен, а также семейные чтения: отец любил зачитывать вслух произведения Александра Пушкина, Николая Карамзина, Вальтера Скотта, Гавриилы Державина и Анны Радклиф.
Вставали утром рано, часов в шесть. В восьмом часу отец выходил уже в больницу, или в палату, как у нас говорилось. В это время шла уборка комнат, топка печей по зимам и проч. В девять часов утра отец, возвратившись из больницы, ехал сейчас же в объезд своих довольно многочисленных городских пациентов, или, как у нас говорилось, «на практику». В его отсутствие мы, дети, занимались уроками. В более же позднее время два старшие брата бывали в пансионе. Возвращался отец часов около двенадцати, а в первом часу дня мы постоянно обедывали. <...> Сейчас же после обеда папенька уходил в гостиную, двери из залы затворялись, И он ложился на диван, в халате, заснуть после обеда. Этот отдых его продолжался часа полтора-два, и в это время в зале, где сидело все семейство, была тишина невозмутимая, говорили мало и то шепотом, чтобы не разбудить папеньку; и это, с одной стороны, было самое скучное время дня, но с другой стороны, оно было и приятно, так как все семейство, кроме папеньки, было в одной комнате, в зале. <...> Но наконец папенька вставал, и я покидал свое уединение!.. В четыре часа дня пили вечерний чай, после которого отец вторично шел в палату к больным. Вечера проводились в гостиной, освещенной двумя сальными свечами. <...> Ламп у нас не было, отец не любил их, а у кого они и были, то освещались постным маслом, издававшим неприятный запах. Керосину и других гарных масел тогда не было еще и в помине. Ежели папенька не был занят скорбными листами, то по вечерам читали вслух; о чтениях этих помяну подробнее ниже.Из воспоминаний младшего брата Андрея Достоевского

### Здание

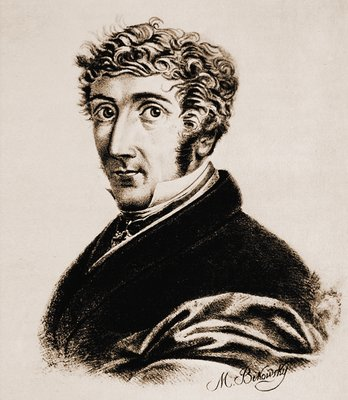
Портрет архитектора Доминико Жилярди, до 1833 года

Строительство больничного комплекса проходило под руководством архитекторов Джакомо Кваренги, Доменико Жилярди и Андрея Михайлова. Главное здание построено в стиле позднего классицизма с расположенными на фасаде лепным гербом Российской империи и медной надписью «Мариинская больница». С двух сторон находились двухэтажные флигели для приёма больных, хозяйственные помещения и казённые квартиры. В середине XIX века по проекту архитектора Михаила Быковского здание было незначительно расширено, а во флигелях надстроили третьи этажи. В 1979-м в больнице была проведена косметическая реставрация с восстановлением исторических интерьеров начала XIX века. В дальнейшем объект не претерпевал крупной реставрации.
В 1936 году во дворе больницы был установлeн ранее находившийся на Цветном бульваре памятник Фёдору Достоевскому скульптора Сергея Меркурова. Работу над памятником архитектор начал ещё в 1911 году и перед тем, как ваять фигуру в шведском граните, он создал около 20 бюстов писателя, для которых позировал артист и композитор Александр Вертинский.
В 1857 году во дворе Мариинской больницы была возведена церковь Успения праведной Анны, уничтоженная советскими властями в 1930-х годах.

### Открытие музея
Открытие музея-квартиры Достоевского состоялось 11 ноября 1928 года и было приурочено к 107-летию со дня рождения писателя. Инициатор, создательница и первый директор музея - Вера Степановна Нечаева .
В первой половине 1930-х, после передачи Музея-квартиры Библиотеке им. Ленина, в экспозицию вошла коллекция второй жены Достоевского Анны Григорьевны, вспоминавшей:
Действительно, мы с мужем представляли собой людей «совсем другой конструкции, другого склада, других воззрений», но «всегда оставались собою», нимало не вторя и не подделываясь друг к другу, и не впутывались своею душою — я — в его психологию, он — в мою, и таким образом мой добрый муж и я — мы оба чувствовали себя свободными душой.
 В 1940-х годах учреждение было реорганизовано и вошло в состав Государственного литературного музея.

## Экспозиция
Большую роль в воссоздании интерьеров музея сыграли мемуары младшего брата писателя Андрея Достоевского, в которых он подробно описал обстановку квартиры. При входе в музей находятся сени со сводчатым потолком с выходами в кладовую и кухню. Здесь же стоит лестница, ведущая на второй этаж, где располагались другие казённые квартиры.
Деревянная перегородка отделяет прихожую от бывшей комнаты Фёдора и Михаила Достоевских. В начале XIX века помещение отапливалась белой изразцовой печью, в то время как сами братья спали на кованых сундуках. Единственное окно комнаты выходило в чулан, где была комната няни.
При входе из холодных сеней, как обыкновенно бывает, помещалась передняя в одно окно (на чистый двор). В задней части этой довольно глубокой передней отделялось с помощью дощатой столярной перегородки, не доходящей до потолка, полутемное помещение для детской. Далее следовал зал — довольно поместительная комната о двух окнах на улицу и трех на чистый двор. Потом гостиная в два окна на улицу, от которой тоже столярною дощатою перегородкою отделялось полусветлое помещение для спальни родителей. Вот и вся квартира!Андрей Достоевский
Следующая комната — «Рабочая зала» — из-за недостатка пространства одновременно функционировала как столовая и рабочий кабинет для родителей. Здесь семья собиралась по вечерам: дети учили уроки, а родители занимались своими делами. Как и при жизни Достоевского, здесь стоят 18 обитых зелёным сафьяном стульев, два ломберных стола и большой обеденный. Тут же экспонируется литография с картины «Фельдъегерская тройка» работы художника Александра Орловского и оригинал переписки между родителями писателя от 23 августа 1833 года с приписанными словами Достоевского: «Любезнейшая маменька! Мы уже приехали к папеньке, любезнейшая маменька, в добром здоровье. Папенька и Николенька тоже находятся в добром здоровье. Дай Бог, чтобы и вы были здоровы. Приезжайте к нам, любезная маменька, остальной хлеб, я думаю, недолго убрать, и гречиху, я думаю, Вы уже понемногу убираете. Прощайте, любезная маменька, с почтением целую Ваши ручки и пребуду с Ваш покорный сын Фёдор Достоевский».
В гостиной стоит оригинальная мебель начала XIX века — туалетный столик, шифоньер и кресла, а на стенах висят семейные фотографии вместе с миниатюрами прабабушки и прадедушки Достоевского. Центральными предметами коллекции являются последний фотопортрет писателя, сделанный в 1880 году после посещения Достоевским открытия памятника Пушкину, и бронзовые канделябры из личной коллекции Андрея Достоевского.
В последнем зале музея находится выставочное пространство, посвящённое мемориальным вещам писателя: письменный стол из петербургской квартиры Достоевского с чернильным набором, очками, шляпой и визитными карточками лежащими на столешнице, фотографии детей и жены. Во всех комнатах экспозиции стоят стеллажи с книгами из семейной библиотеки Достоевских: собранная коллекция включает в себя работы литературных классиков, прижизненные издания писателя, а также большое количество лубочных изданий русских сказок, которые няня Достоевского читала ему перед сном.
Экскурсия завершается в больничном коридоре где экспонируется ручка писателя, символизирующая начало и конец творческого пути.

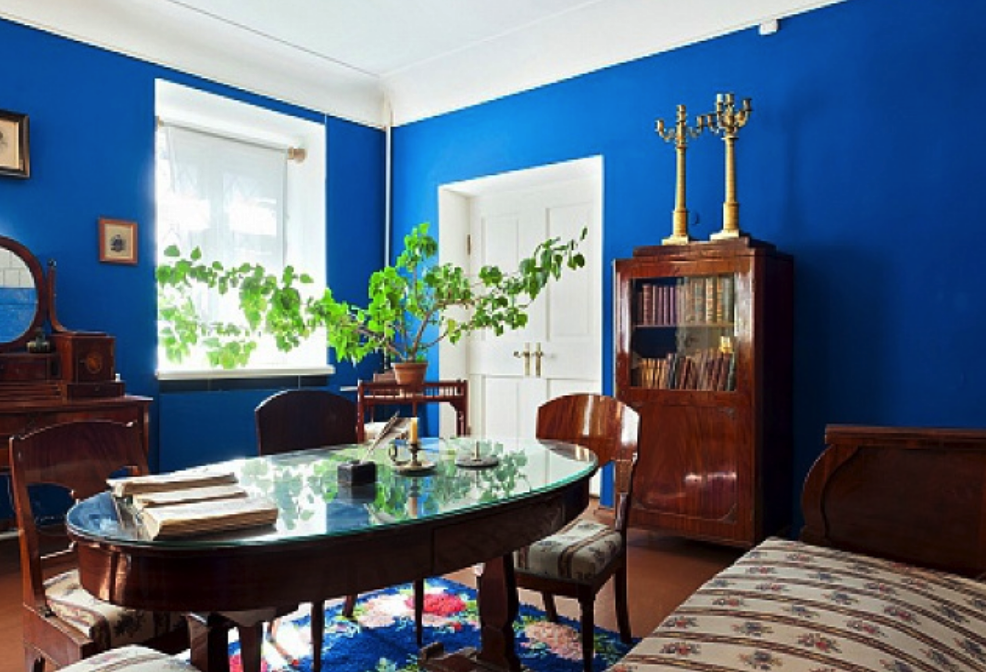
Интерьеры гостиной квартиры Достоевского
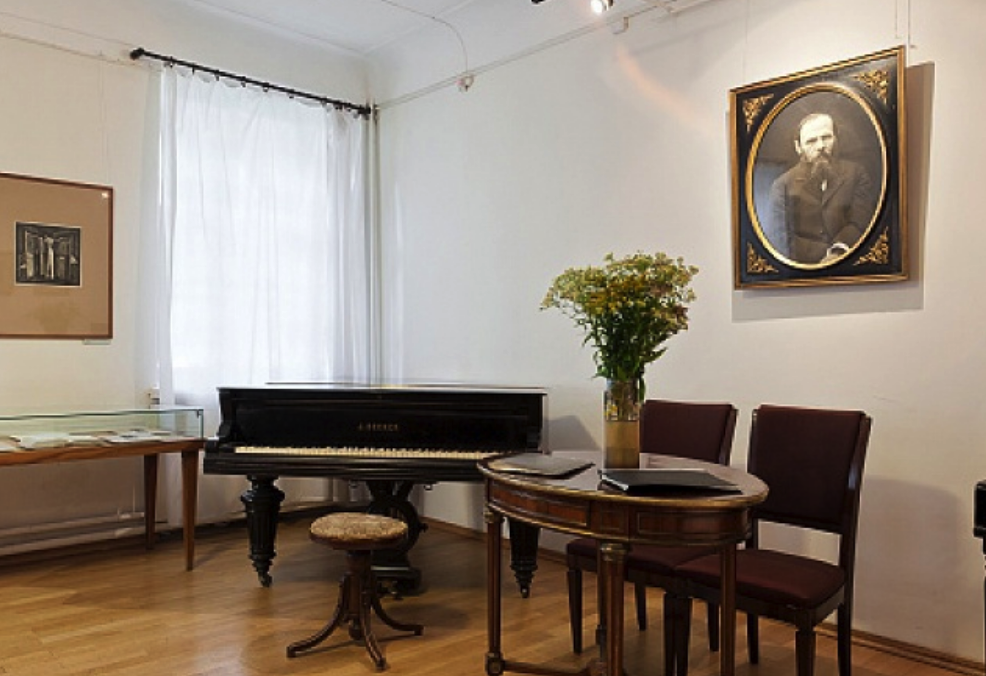
Интерьеры музея-квартиры Достоевского
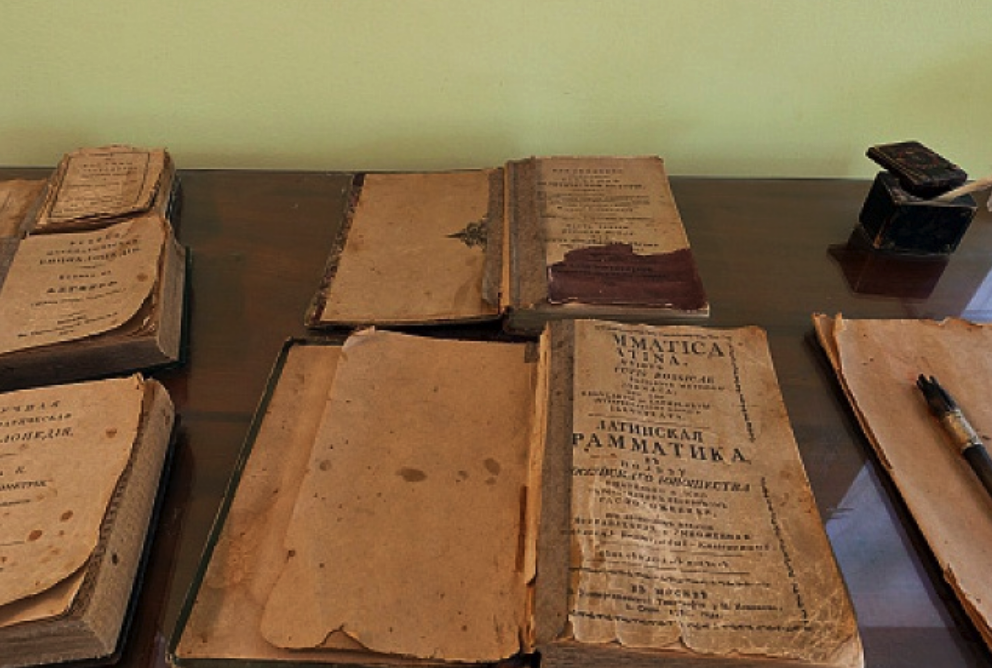
Лубочные книги из коллекции музея

### Мероприятия

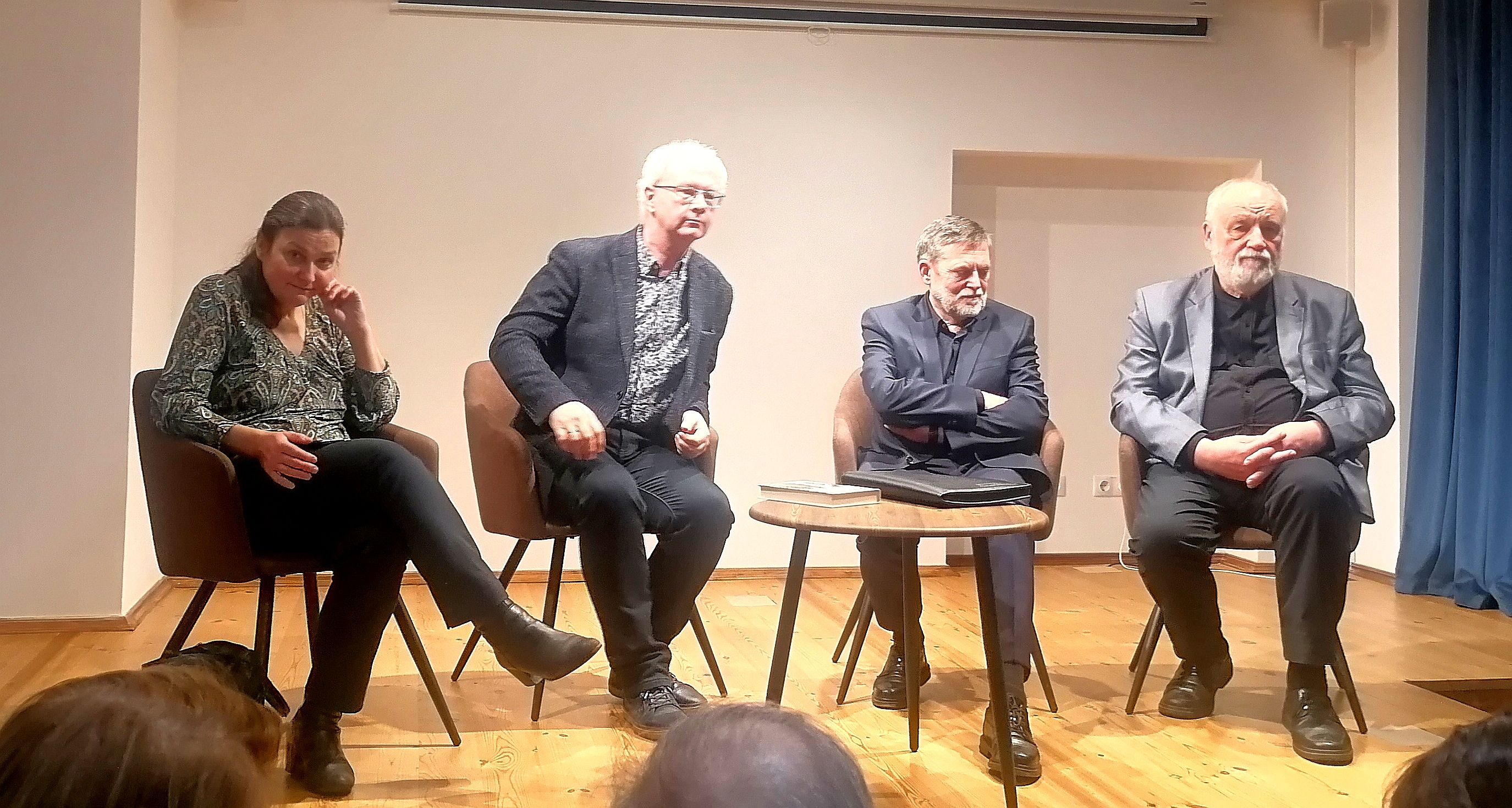
А. Гачева, П. Фокин,? , В. Захаров
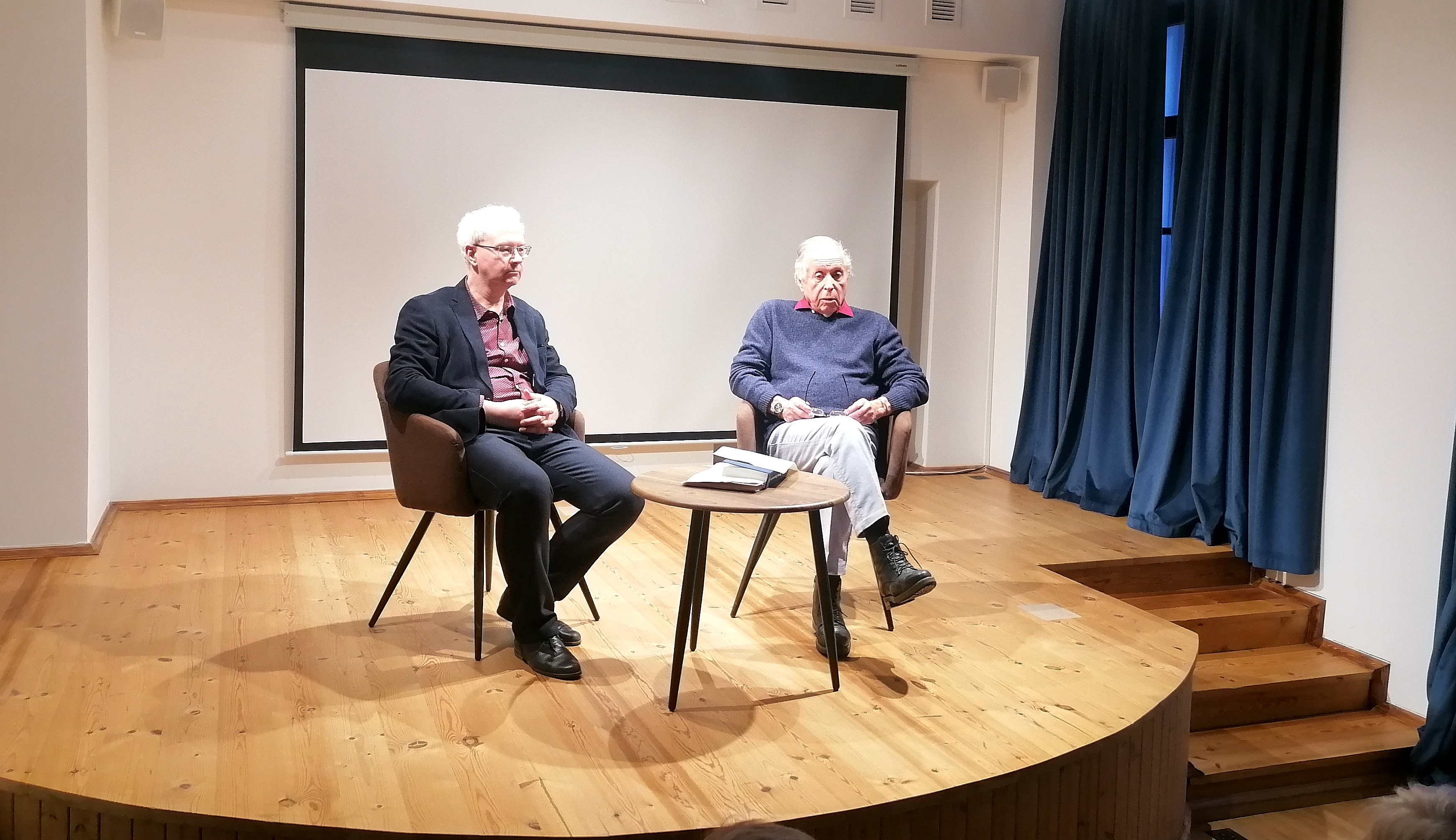
Выступление поэта Юрия Ряшенцева
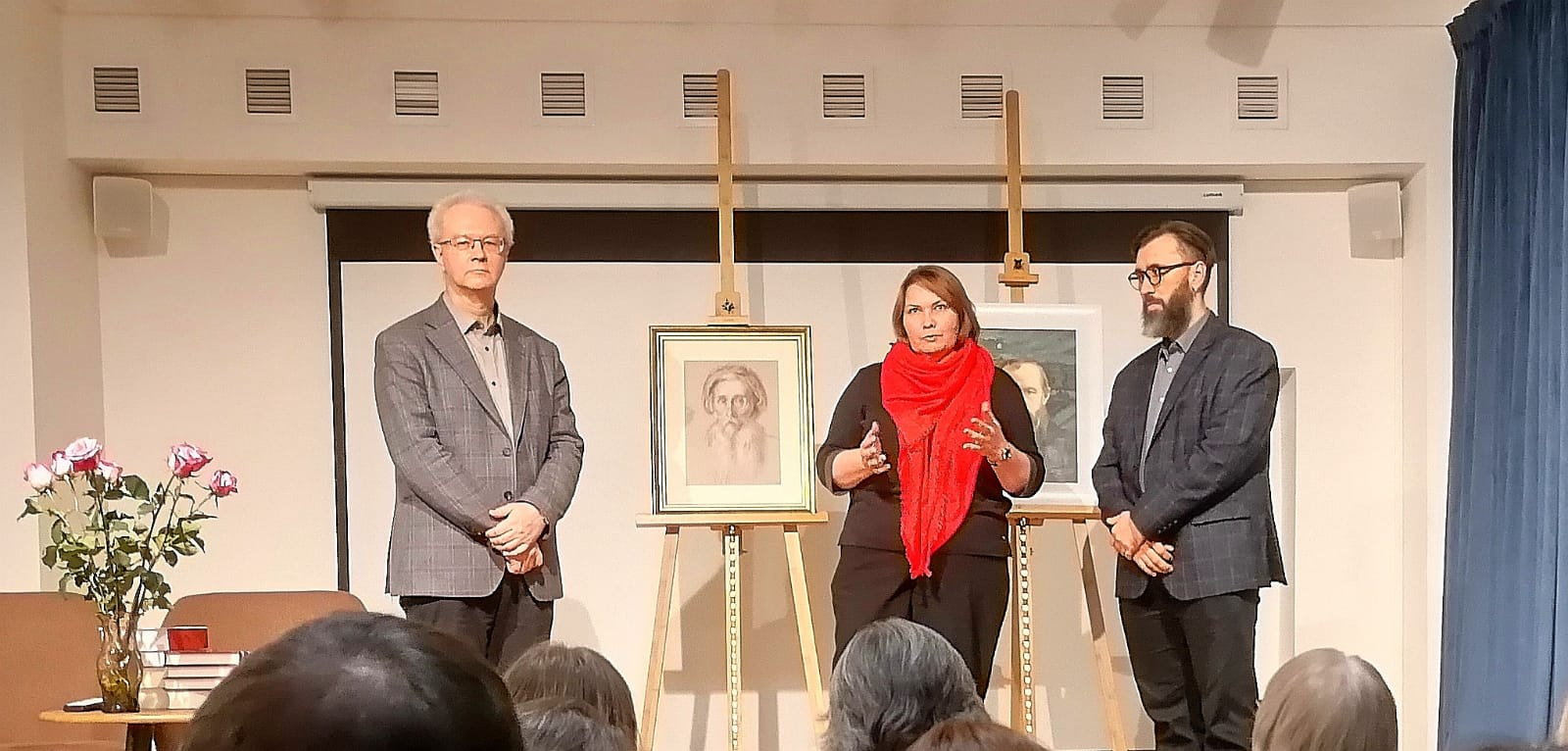
Открытие выставки «Стеклянные «Бесы»»

Музей проводит большую работу по организации и проведению конференций, лекций, встреч с учёными-достоевсковедами, литераторами, деятелям культуры